# ウド・バイヤー
ウド・バイヤー （Udo Beyer、1955年8月9日 - ）は、東ドイツの陸上競技選手である。ブランデンブルク州オーダー＝シュプレー郡アイゼンヒュッテンシュタット出身。
バイヤーは、無名ながら初めて出場した1976年モントリオールオリンピック男子砲丸投において、世界記録保持者であるソ連のアレクサンドル・バリシニコフら、多くの強豪選手を抑え、金メダルを獲得した。
1978年はバイヤーにとって飛躍の年となる。バリシニコフの世界記録を破り、彼にとって初めてとなる22m15の世界新記録を樹立したのをはじめ、この年の世界の上位11投てきは彼の記録で占められ、プラハで開催されたヨーロッパ陸上選手権も21m08の記録で制した。
1980年も投てきは冴え、この年の世界の上位5投てきは彼の記録で占められ、1980年モスクワオリンピックでも容易に金メダルを獲得するかと思われた。しかし、背筋痛のため、力を発揮できず銅メダルに終わった。
1983年にバイヤーは自身が持っていた世界記録を5年ぶりに更新する22m22の記録を樹立した。しかし、ヘルシンキで開催された第1回世界陸上選手権では、右太腿の故障により6位という結果に終わる。
1984年には、この年の世界の上位3投てきの記録は彼の記録であった。しかし、1984年ロサンゼルスオリンピックには、東側諸国のボイコットにより出場できなかった。
1985年頃から、同じ東ドイツのウルフ・ティンマーマンらの台頭により、次第に力が衰えてくる。この年、バイヤーが持っていた世界記録はティンマーマンによって破られている。
1986年には、前年奪われた世界記録を奪いかえす22m64の世界新記録を樹立している。しかし、同年のヨーロッパ選手権では3位という結果に終わっている。
その後も競技を続けたバイヤーであるが、1988年ソウルオリンピックでは4位に終わり、一度は現役を引退した。しかし、1990年に復帰し、1992年バルセロナオリンピックに出場しているが、決勝進出を逃している。
また、実妹のギセラ・バイヤーも東ドイツの円盤投げの代表選手であり、当時の東ドイツではめずらしい、兄妹の国家代表選手でもあった。
2013年、バイヤーは「The Lone Wolf」というドキュメンタリー映画内で過去のドーピングを認めた。この映画はベルリン国際映画祭にて公開された。